# Metriochroa pergulariae
Metriochroa pergulariae är en fjärilsart som beskrevs av Lajos Vári 1961. Metriochroa pergulariae ingår i släktet Metriochroa och familjen styltmalar. Inga underarter finns listade i Catalogue of Life.